# Championnat de Syrie de football 2023-2024
Navigation
Saison précédente Saison suivante
La saison 2023-2024 du Championnat de Syrie de football est la cinquante-troisième édition du championnat de première division en Syrie. Les douze meilleurs clubs du pays sont regroupés au sein d'une poule unique où ils s'affrontent deux fois au cours de la saison, à domicile et à l'extérieur. En fin de saison, les deux derniers du classement sont relégués.
Le tenant du titre l'Al Futuwa Deir ez-Zor parvient à conserver son titre et se qualifie pour le Challenge League de l'AFC 2024-2025.

## Les clubs participants
- Al-Karamah SC
- Al Ittihad Alep
- Hutteen SC
- Al Taliya Hama
- Al Wahda Club
- Tishreen SC
- Al Wathba Homs
- Al Jaish Damas
- Jableh SC
- Al Futuwa Deir ez-Zor
- Al Sahel SC - promu de D2
- Hurriya SC - promu de D2

## Compétition
Le barème utilisé pour établir les différents classement est le suivant :
- Victoire : 3 points
- Match nul : 1 point
- Défaite : 0 point

### Classement
| Rang | Équipe                  | Pts | J  | G  | N  | P  | Bp | Bc | Diff |
| ---- | ----------------------- | --- | -- | -- | -- | -- | -- | -- | ---- |
| 1    | Al Futuwa Deir ez-Zor T | 49  | 22 | 15 | 4  | 3  | 31 | 10 | +21  |
| 2    | Jableh SC               | 40  | 22 | 11 | 7  | 4  | 29 | 10 | +19  |
| 3    | Tishreen SC             | 40  | 22 | 11 | 7  | 4  | 24 | 15 | +9   |
| 4    | Hutteen SC              | 38  | 22 | 11 | 5  | 6  | 28 | 18 | +10  |
| 5    | Al Ittihad Alep         | 37  | 22 | 10 | 7  | 5  | 35 | 27 | +8   |
| 6    | Al-Karamah SC           | 32  | 22 | 7  | 11 | 4  | 22 | 17 | +5   |
| 7    | Al Wathba Homs          | 26  | 22 | 5  | 11 | 6  | 17 | 18 | -1   |
| 8    | Al Jaish Damas          | 26  | 22 | 7  | 5  | 10 | 26 | 18 | +8   |
| 9    | Al Taliya Hama          | 25  | 22 | 7  | 4  | 11 | 13 | 29 | -16  |
| 10   | Al Wahda Club           | 24  | 22 | 6  | 6  | 10 | 19 | 24 | -5   |
| 11   | Al Sahel SC P           | 12  | 22 | 3  | 5  | 14 | 16 | 36 | -20  |
| 12   | Hurriya SC P            | 8   | 22 | 2  | 2  | 18 | 16 | 45 | -29  |

|  | Qualification pour le Challenge League de l'AFC 2024-2025 |
|  | Relégation en deuxième division                           |
|  | T : Tenant du titre P : Promu de deuxième division        |

## Bilan de la saison
| Championnat de Syrie de football 2023-2024   |                                  |
| Champion                                     | Al Futuwa Deir ez-Zor (4e titre) |
| Qualifications continentales                 |                                  |
| Ligue des champions Élite de l'AFC 2024-2025 | aucun                            |
| Ligue des champions 2 de l'AFC 2024-2025     | aucun                            |
| Challenge League de l'AFC 2024-2025          | Al Futuwa Deir ez-Zor            |
| Promotions et relégations                    |                                  |
| Promus en Syrian League                      | Al-Shoulah SC                    |
| Promus en Syrian League                      | Al Shorta Damas                  |
| Relégués en 1st Division                     | Al Sahel SC                      |
| Relégués en 1st Division                     | Hurriya SC                       |